# Okręg wyborczy Moray and Nairn
Okręg wyborczy Moray and Nairn powstał w 1918 r. i wysyłał do brytyjskiej Izby Gmin jednego deputowanego. Okręg obejmował hrabstwa Elginshire i Nairnshire oraz miasta Elgin, Nairn i Forres. Został zlikwidowany w 1983 r.

## Deputowani do brytyjskiej Izby Gmin z okręgu Moray and Nairn
- 1918–1922: Archibald Williamson, Partia Liberalna
- 1922–1923: Thomas Maule Guthrie, Partia Liberalna
- 1923–1959: James Stuart, Szkocka Partia Unionistyczna
- 1959–1974: Gordon Campbell, Partia Konserwatywna
- 1974–1979: Winnie Ewing, Szkocka Partia Narodowa
- 1979–1983: Alexander Pollock, Partia Konserwatywna